# 小行星2069
小行星2069（2069 Hubble）是一個位於小行星帶的暗色小行星。1955年3月29日被印第安納大學使用哥德林克天文台發現。
該小行星以美國天文學家愛德文·哈勃命名。

## 外部連結
- NASA's Jet Propulsion Laboratory （页面存档备份，存于）
- NASA's Hubble Space Telescope Home （页面存档备份，存于）

| 前一小行星： 2068 Dangreen | 小行星列表 | 後一小行星： 2070 Humason |